# Shayna Jack
Shayna Jack, född 6 november 1998, är en australisk simmare.

## Karriär
Vid VM 2024 i Doha tog Jack brons på 100 meter frisim. Hon var även en del av Australiens lag som tog guld på 4×100 meter medley, silver på 4×100 meter frisim, 4×100 meter mixed frisim och 4×100 meter mixed medley samt brons på 4×200 meter frisim.